# Murguía (Guipúzcoa)
Murgia es una entidad de población española del municipio de Oñate, perteneciente a la provincia de Guipúzcoa, en la comunidad autónoma del País Vasco. 

## Toponimia
El lugar puede aparecer referido como «Murgia» y «Murguía».

## Historia
Hacia mediados del siglo XIX, el lugar, ya por entonces perteneciente a Oñate, tenía contabilizadas diecinueve casas. Aparece descrito en el undécimo volumen del Diccionario geográfico-estadístico-histórico de España y sus posesiones de Ultramar de Pascual Madoz con las siguientes palabras:

MURGUIA: barrio de Guipúzcoa, part. jud. de Vergara, térm. de Oñate: tiene 19 casas.
(Madoz, 1848, p. 756)

En 2022, tenía empadronados 82 habitantes.